# Forêt nationale de Humaitá
 (avril 2020).
Si vous disposez d'ouvrages ou d'articles de référence ou si vous connaissez des sites web de qualité traitant du thème abordé ici, merci de compléter l'article en donnant les références utiles à sa vérifiabilité et en les liant à la section « Notes et références ».
La forêt nationale d'Humaitá (portugais : Floresta Nacional de Humaitá) est une forêt nationale brésilienne. Elle se situe dans la région Nord, dans l'État du Amazonas.
Le parc fut créé en 1998 et couvre une superficie de 473 154,76 hectares.
Il s'étend sur le territoire de la municipalité d'Humaitá.